# Dendrobium barbatulum
Dendrobium barbatulum es una especie de orquídea de hábito epífita; originario de Asia.

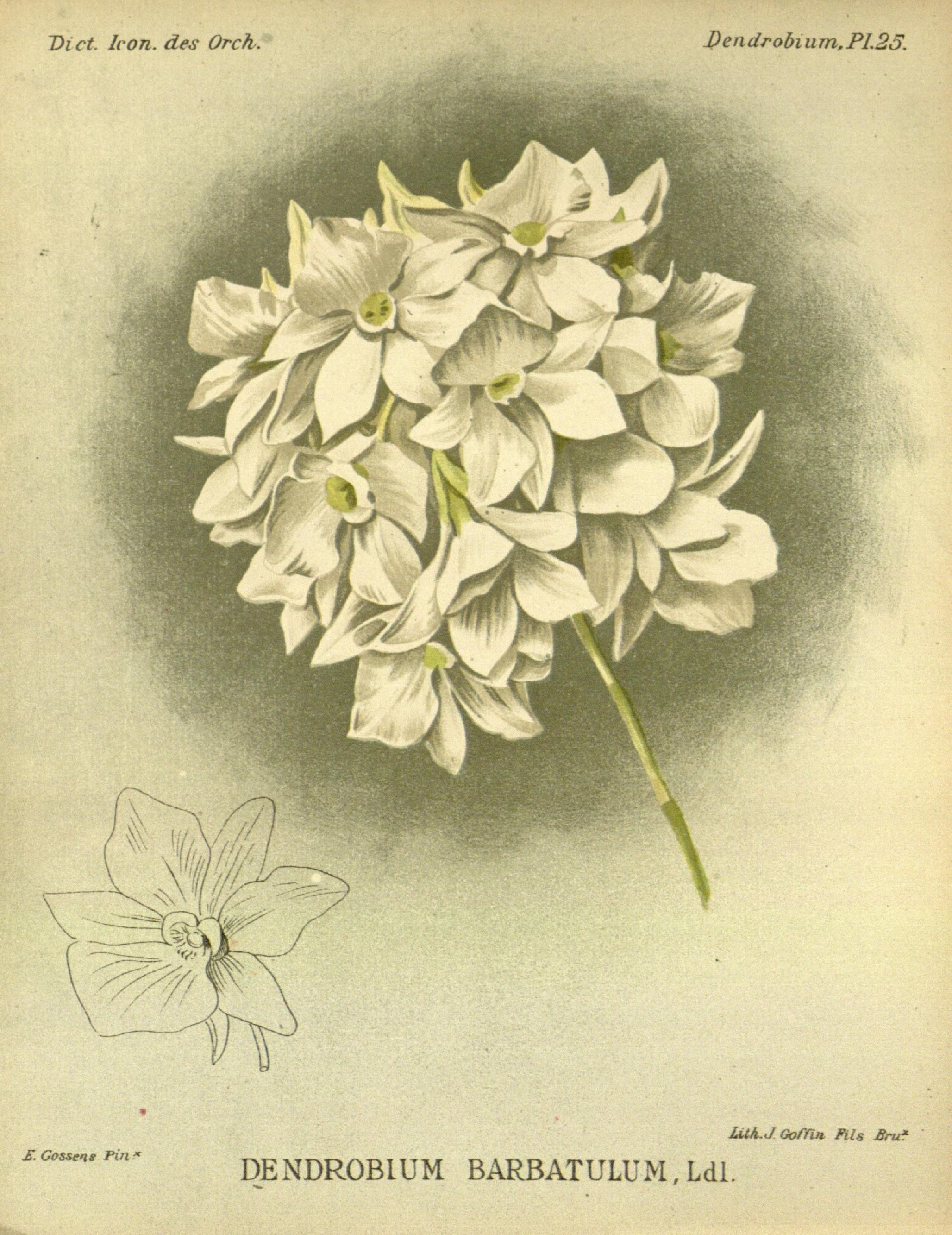
Ilustración

## Descripción
Es una orquídea de tamaño pequeño, con hábitos de epífita.  El pseudobulbo es marrón violáceo, afilado, curvado, está hinchado en la base y lleva hojas estrechamente lanceoladas. Florece en el invierno y la primavera  en una inflorescencia axilar en forma de racimo que surge en o cerca del vértice de un pseudobulbo y que tiene de 8 a 15 flores blancas sin fragancia.

## Distribución y hábitat
Se encuentra en el S & Sw de India  en arbustos y pequeños árboles a una altura de 1500 metros donde recibir mucho sol directo en la estación seca de invierno. 

## Taxonomía
Dendrobium barbatulum  fue descrita por  John Lindley  y publicado en The Genera and Species of Orchidaceous Plants 84. 1830.
Etimología
Dendrobium: nombre genérico que procede de la palabra griega (δένδρον) dendron = "tronco, árbol" y (βιος) Bios = "Vida", en resumen significa "viven sobre los troncos de los árboles" (por su naturaleza epifita).
barbatulum: epíteto latíno que significa "con pequeña barba".
Sinonimia
- Callista barbatula (Lindl.) Kuntze
- Dendrobium barbatulum Wight[2][6]